# Cryptopygus pilosus
Cryptopygus pilosus är en urinsektsart som först beskrevs av Womersley 1934.  Cryptopygus pilosus ingår i släktet Cryptopygus och familjen Isotomidae. Inga underarter finns listade i Catalogue of Life.